# Burnsville
Burnsville je město v americkém státě Minnesota v Dakota County. V roce 2010 zde žilo 61 481 obyvatel. Je pojmenováno po irském osadníkovi Williamu Byrnem, jehož jméno bylo zapsáno "Burns" a nikdy nebylo opraveno.
Město leží na jižním břehu řeky Minnesota nad jejím soutokem s Mississippi. Město spolu se svými předměstími tvoří jižní část konurbace Minneapolis–Saint Paul.